# Villa Hériot

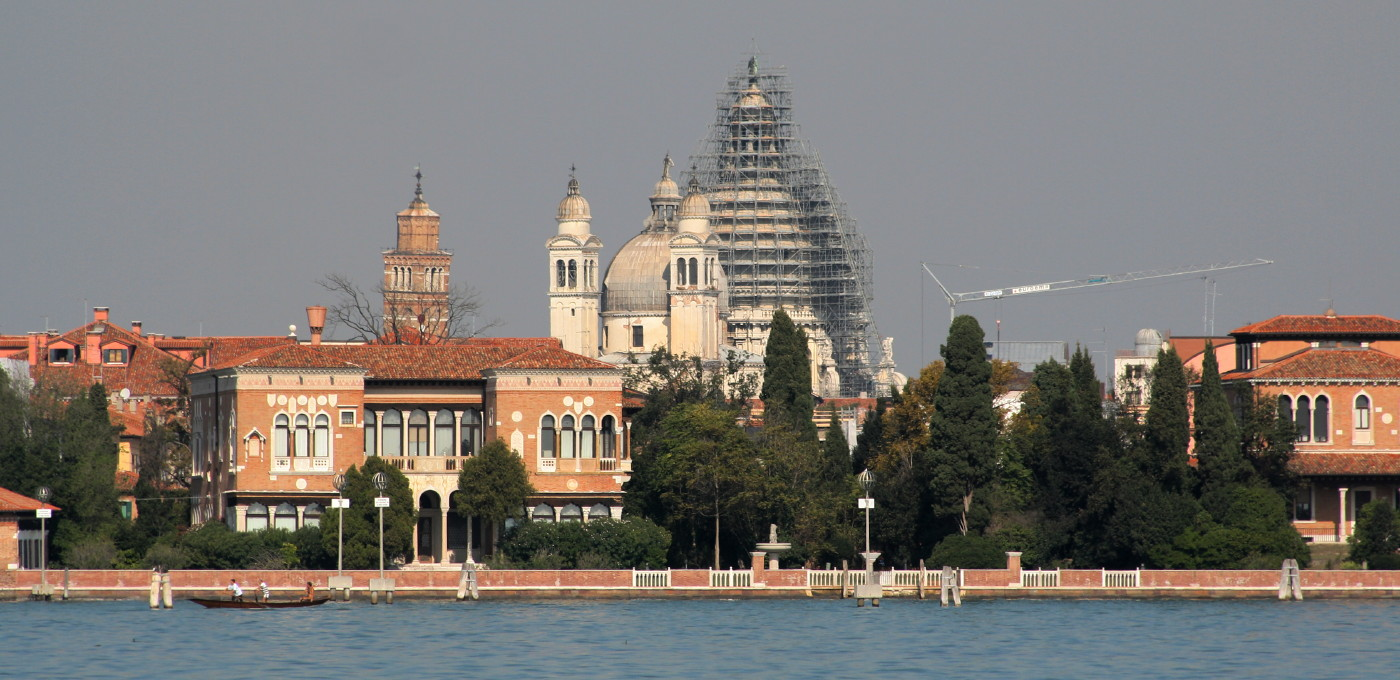
Der Komplex der Villa Hériot (im Vordergrund) und die Chiesa delle Zitelle (Kirche im Hintergrund)

Villa Hériot, auch Villa Herriot, ist ein Palast in Venedig in der italienischen Region Venetien. Sie liegt im östlichen Teil der Insel(gruppe) Giudecca im Sestiere Dorsoduro mit Blick auf die Lagune südlich der Stadt.

## Geschichte
Ab dem Beginn des 20. Jahrhunderts entschieden sich viele wohlhabende Ausländer dafür, Venedig zu ihrem zweiten Wohnsitz zu machen, was dazu führte, dass Grundstücke neu bebaut wurden, auf denen verlassene Gebäude früherer Jahrhunderte standen. So war es auch bei dem Franzosen Hériot, der, nachdem er das Gelände einer früheren Seifenfabrik auf Giudecca gekauft hatte, von Raffaele Mainella darauf zwei Villen von vielseitiger Architektur und mit reichhaltigen, dekorativen Elementen, wie Pateras, Formellen, Säulchen und anderen byzantinischen Motiven bauen ließ.
1947 überließ die Witwe von Hériot nach dem Tod ihres Gatten den Komplex der Villa Hériot der Kommune, wobei sie beim Verkauf verfügte, dass er für eine öffentliche Schule genutzt werden sollte. Das Gebäude wurde daher zur Grundschule Carlo Gordini. Später wurde die Schule geschlossen und die Villa Hériot wurde Sitz der „Società Europea di Cultura“ (Europäische Kulturgesellschaft) der „Università Internationale dell’Arte, sede di Venezia“ (Internationale Kunstuniversität, Sitz in Venedig) und der „Casa della memoria del Novecento veneziano“ (Haus der Erinnerung an das 20. Jahrhundert in Venedig).